# Карено (Комо)
Карено је насеље у Италији у округу Комо, региону Ломбардија.
Према процени из 2011. у насељу је живело 143 становника. Насеље се налази на надморској висини од 260 м.